# Pettson och Findus (TV-serie)
Pettersson och Findus är en animerad svensk-tysk TV-serie från 2000 som bygger på barnböckerna med samma namn av Sven Nordqvist. Det finns totalt 52 avsnitt på tre säsonger.

## Rollista (i urval)
| Roller        | Tyska röster    | Tyska röster            | Tyska röster      | Svenska röster    | Svenska röster     |
| Roller        | Säsong 1        | Säsong 2                | Säsong 3          | Säsong 1          | Säsong 2           |
| ------------- | --------------- | ----------------------- | ----------------- | ----------------- | ------------------ |
| Pettson       | Harold Leipnitz | Achim Hoeppner          | Achim Buch        | Tord Peterson     | Tord Peterson      |
| Findus        | Lilian Brock    | Tobias John von Freyend | Gianluca Calafato | Kalle Lundberg    | Lukas Larsson      |
| Gustavson     | Horst Raspe     | Klaus Munster           | Holger Umbreit    | Gunnar Uddén      | Gunnar Uddén       |
| Prillan       | Anita Hofer     | Anita Hofer             | Susanne Sternberg | Mona Seilitz      | Mona Seilitz       |
| Fru Andersson | Ursula Traun    | Ursula Traun            | Nadine Wöbs       | Towa Carson       |                    |
| Elsa          | Doris Gallart   | Doris Gallart           |                   | Meta Velander     | Margaretha Byström |
| Axel          |                 |                         |                   | Christian Jernbro |                    |
| Brevbäraren   |                 |                         |                   | Thomas Petersson  | Andreas Nilsson    |
| Singhild      |                 | Monica John             |                   |                   | Birgitta Andersson |
| Skogsvaktaren |                 |                         |                   |                   | Niclas Ekholm      |

- Övriga svenska röster – Cecilia Lundh, Jenny Gille, Elvira Dietmann, Ludvig Dietman, Ayla Kabaca, Robin Bivefors, Claes Ljungmark, Roger Storm, Anna-Karin Westman, Anna Nyman (säsong 2)
- Svenska röster säsong 3: Emilia Sagvik, Per Eggers, Beatrice Järås, Caisa Ankarsparre, Sharon Dyall, Henrik Norman m.fl.[5]
- Svensk röstregi:
  - Stefan Berglund, Monica Forsberg, Torbjörn Jansson, Anders Öjebo (säsong 1)
  - Stefan Berglund, Anders Öjebo, Christian Jernbro, Oskar Skarp (säsong 2)
- Manusredaktör – Malin Nevander (säsong 1)
- Manus och kreativ ledning – Torbjörn Jansson (säsong 1)
- Översättare – Per Carlsson (säsong 2), Mattias Johannesson (säsong 3)[5]
- Tekniker
  - Anders Öjebo, Thomas Baneståhl, Andreas Eriksson, Ola Norman, Christian Jernbro (säsong 1)
  - Anders Eriksson, Christian Jernbro, Daniel Roxne, Daniel Bergfalk, Oskar Skarp (säsong 2)
- Svensk version producerades av KM Studio AB (säsong 2)[4]
- Dubbningsstudio Eurotroll AB för SVT International (säsong 3)[5]

## Visning
Den första säsongen från 1999 regisserades av Albert Hanan Kaminski. Totalt gjordes 13 avsnitt. Den andra säsongen dök upp i två delar. Några av avsnitten släpptes 2006, resten består av långfilmen Tomtemaskinen och lades till säsongen först 2012. De första två säsongerna visades ursprungligen i den tyska barnkanalen KI.KA. Serien har även visats på ZDF och det schweiziska TV-bolaget SF Zwei. Båda säsongerna har även släppts på DVD. Dessutom användes enskilda sekvenser från de fyra långfilmerna Katten och gubbens år, Kattonauten, Tomtemaskinen och Glömligheter.
Serien visades i Sverige på SVT.

## Avsnitt

### Säsong 1
| Nummer (totalt) | Nummer (Säsong) | Originaltitel                       | Svensk titel                 | Premiär (KI.KA)  |
| --------------- | --------------- | ----------------------------------- | ---------------------------- | ---------------- |
| 01              | 01              | Eine Geburtstagstorte für die Katze | Pannkakstårtan               | 17 augusti 2000  |
| 02              | 02              | Armer Pettersson                    | Stackars Pettson             | 18 augusti 2000  |
| 03              | 03              | Ein Feuerwerk für den Fuchs         | Rävjakten                    | 21 augusti 2000  |
| 04              | 04              | Aufruhr im Gemüsebeet               | Kackel i grönsakslandet      | 22 augusti 2000  |
| 05              | 05              | Pettersson kriegt Weihnachtsbesuch  | Pettson får julbesök         | 28 augusti 2000  |
| 06              | 06              | Der Raketenkater                    | Raketkatten                  | 25 augusti 2000  |
| 07              | 07              | Pettersson zeltet                   | Pettson tältar               | 23 augusti 2000  |
| 08              | 08              | Findus und der Hahn im Korb         | Tuppens minut                | 24 augusti 2000  |
| 09              | 09              | Zirkus                              | Tigergap och cirkussnärtor   | 29 augusti 2000  |
| 10              | 10              | Königlicher Besuch                  | Kungligt besök               | 30 augusti 2000  |
| 11              | 11              | Petterssons Bruder                  | Pettson och bror             | 31 augusti 2000  |
| 12              | 12              | Die Elchjagd                        | Kantareller och älgplockning | 1 september 2000 |
| 13              | 13              | Mondmänner und Katzonauten          | Mångubbar och kattonauter    | 4 september 2000 |

### Säsong 2
| Nummer (totalt) | Nummer (Säsong) | Originaltitel                | Svensk titel                      | Premiär (KI.KA)  |
| --------------- | --------------- | ---------------------------- | --------------------------------- | ---------------- |
| 14              | 01              | Wie Findus zu Pettersson kam | När Findus var liten och försvann | 8 oktober 2006   |
| 15              | 02              | Ein toller Hecht             | Fisketävlingen                    | 15 oktober 2006  |
| 16              | 03              | Tapferes Seepferdchen        | Robinson Pettson                  | 22 oktober 2006  |
| 17              | 04              | Unerwünschte Gäste           | Objudna gäster                    | 29 oktober 2006  |
| 18              | 05              | Groß und klein               | Stor och liten                    | 5 november 2006  |
| 19              | 06              | Schatzsuche                  | Skattjakten                       | 12 november 2006 |
| 20              | 07              | Heute wird gerockt           | The Tjoflöjts                     | 19 november 2006 |
| 21              | 08              | Der Wunschzettel             | Önskelistan                       | 6 januari 2012   |
| 22              | 09              | Ein komischer Briefträger    | Prata korv                        | 6 januari 2012   |
| 23              | 10              | Erfindungen                  | Finna uppfinningen                | 7 januari 2012   |
| 24              | 11              | Verloren und wiedergefunden  | Findus tredje önskning            | 7 januari 2012   |
| 25              | 12              | Wunder über Wunder           | Julens små mirakel                | 8 januari 2012   |
| 26              | 13              | Der Weihnachtsmann kommt     | Kommer tomten?                    | 8 januari 2012   |

### Säsong 3
Yle Arenan sände säsongen i juni 2023 uppdelad i två säsonger medan SVT sände säsongen med start i september 2023.
| Nummer (totalt) | Nummer (Säsong) | Originaltitel                           | Svensk titel i Sverige             | Svensk titel i Finland                | Premiär (KI.KA) |
| --------------- | --------------- | --------------------------------------- | ---------------------------------- | ------------------------------------- | --------------- |
| 27              | 01              | Die Feder-Wohlfühl-Maschine             | Hönsfjäderborstaren                | Fjäderborstmaskinen                   | 27 april 2021   |
| 28              | 02              | Eine Geigen-Schlafmusik                 | En godnattvisa                     | Violinvaggvisan                       | 2 maj 2021      |
| 29              | 03              | Überraschung für Pettersson             | En överraskning till Pettson       | En överraskning till Pettson          | 30 april 2021   |
| 30              | 04              | Findus und das eigene Fahrrad           | Findus får ett cykelkörkort        | Findus får cykelkörkort               | 28 april 2021   |
| 31              | 05              | Findus und der Fahrradführerschein      | Findus och cykeln                  | Findus och cykeln                     | 1 maj 2021      |
| 32              | 06              | Eine Mundharmonika verschwindet         | Det försvunna munspelet            | Det försvunna munspelet               | 29 april 2021   |
| 33              | 07              | Das Zischmonster                        | Väsmonstret                        | Väsmonstret                           | 11 oktober 2021 |
| 34              | 08              | Fia und der Hühnerfloh                  | Fia och hönsloppan                 | Fia och hönsloppan                    | 11 oktober 2021 |
| 35              | 09              | Der Traktor-Trick                       | Traktortricket                     | Traktortricket                        | 12 oktober 2021 |
| 36              | 10              | Mäusejagd                               | Musjakten                          | Musjakten                             | 12 oktober 2021 |
| 37              | 11              | Eine stachelige Freundschaft            | En taggig vänskap                  | En taggig vänskap                     | 13 oktober 2021 |
| 38              | 12              | Die Hühner-Meuterei                     | Hönornas myteri                    | Hönornas uppror                       | 13 oktober 2021 |
| 39              | 13              | Duell unterm Kirschbaum                 | Kampen om körsbären                | Duell under körsbärsträdet            | 14 oktober 2021 |
| 40              | 14              | Bei Katze und Hund geht es oft rund     | När fiender blir vänner            | När fiender blir vänner               | 14 oktober 2021 |
| 41              | 15              | Die tote Elster                         | Den döda skatan                    | Den döda skatan                       | 15 oktober 2021 |
| 42              | 16              | Im Kürbis-König-Fieber                  | Pumpamästaren                      | Pumpakungfeber                        | 15 oktober 2021 |
| 43              | 17              | Der Held vom Wintersee                  | Harpo räddar Findus                | Harpo räddar Findus                   | 18 oktober 2021 |
| 44              | 18              | Die verflixte Suche                     | Vilse i snön                       | Findus försvinner                     | 18 oktober 2021 |
| 45              | 19              | Namenstag für alle                      | Namnsdagsfirandet                  | Alla får en namnsdag                  | 19 oktober 2021 |
| 46              | 20              | Der verschmierte Brief                  | Det förbryllande brevet            | Det förbryllande brevet               | 19 oktober 2021 |
| 47              | 21              | Das Denk-Dran-Taschentuch               | Kom-ihåg-knutarna                  | Minnesknutarna                        | 20 oktober 2021 |
| 48              | 22              | Der See und sein Ungeheuer              | Sjömonstret                        | Sjömonstret                           | 20 oktober 2021 |
| 49              | 23              | Der Mann, der vom Mond fiel             | Mannen som trillade ner från månen | Mannen som föll från månen            | 21 oktober 2021 |
| 50              | 24              | Das kleine Graue aus dem Ei             | Den lilla grå saken i ägget        | Den lilla gråa varelsen i ägget       | 21 oktober 2021 |
| 51              | 25              | Das Rätsel vom Stiefel im Goldfischglas | Kängan i guldfiskskålen            | Mysteriet med kängan i guldfiskskålen | 22 oktober 2021 |
| 52              | 26              | Der allerlängste Tag des Jahres         | Årets längsta dag                  | Årets längsta dag                     | 22 oktober 2021 |